# Yağızlar, Sarıçam
Yağızlar là một xã thuộc huyện Sarıçam, tỉnh Adana, Thổ Nhĩ Kỳ. Dân số thời điểm năm 2009 là 1 034 người bao gồm 540 nam và 494 nữ.

## Địa lý
Yağızlar nằm ở phía Đông Bắc tỉnh Adana, cách 47 km từ trung tâm tỉnh, 15 km về phía Bắc của thành phố İmamoğlu.

## Khí hậu
Xã này chịu ảnh hưởng của khí hậu Địa Trung Hải.

## Kinh tế
Nền kinh tế của Yağızlar chủ yếu dựa trên nông nghiệp và chăn nuôi.